# Нусайбин

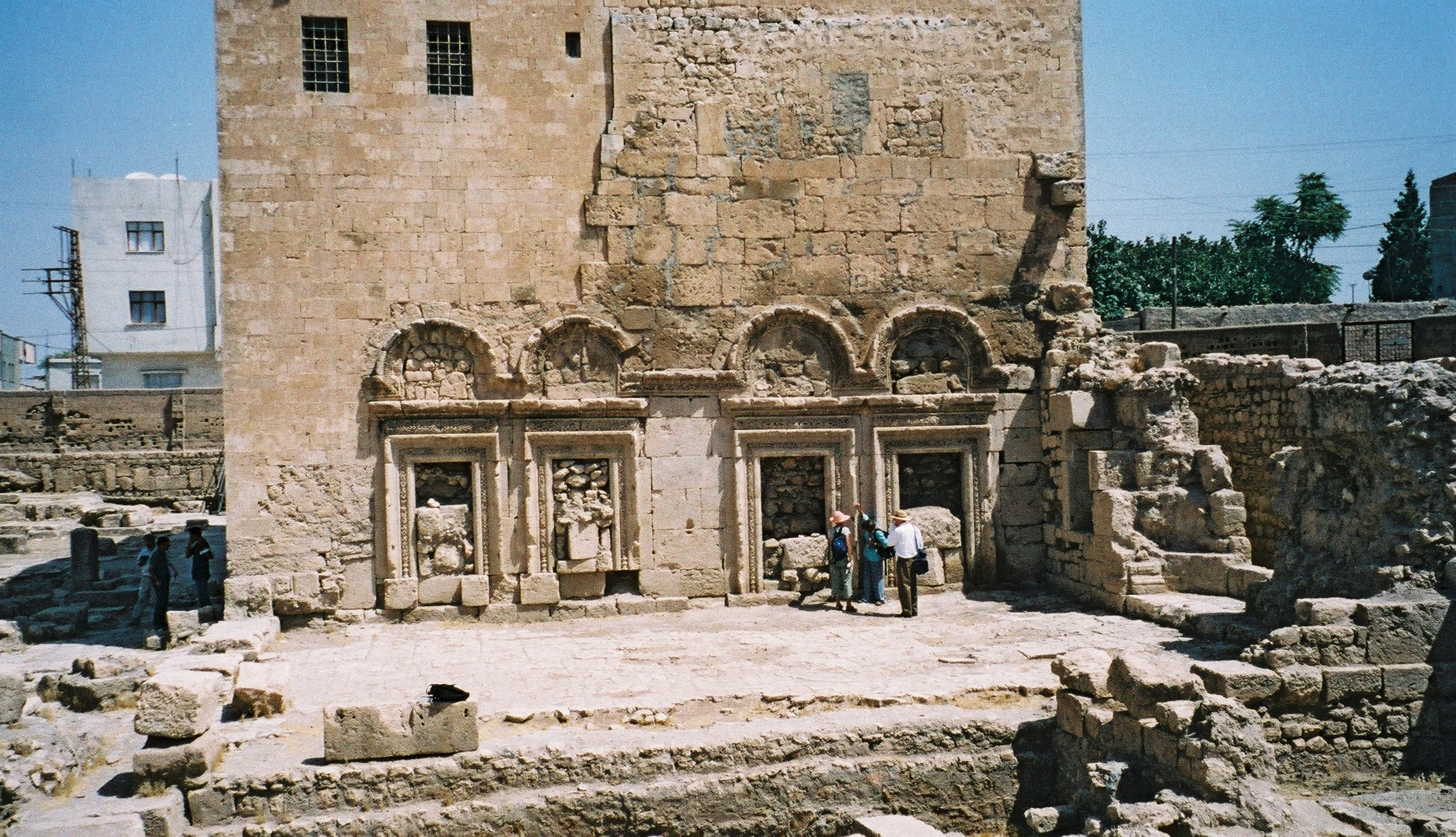
Недавно раскопанная церковь Святого Иакова в Нисибине.

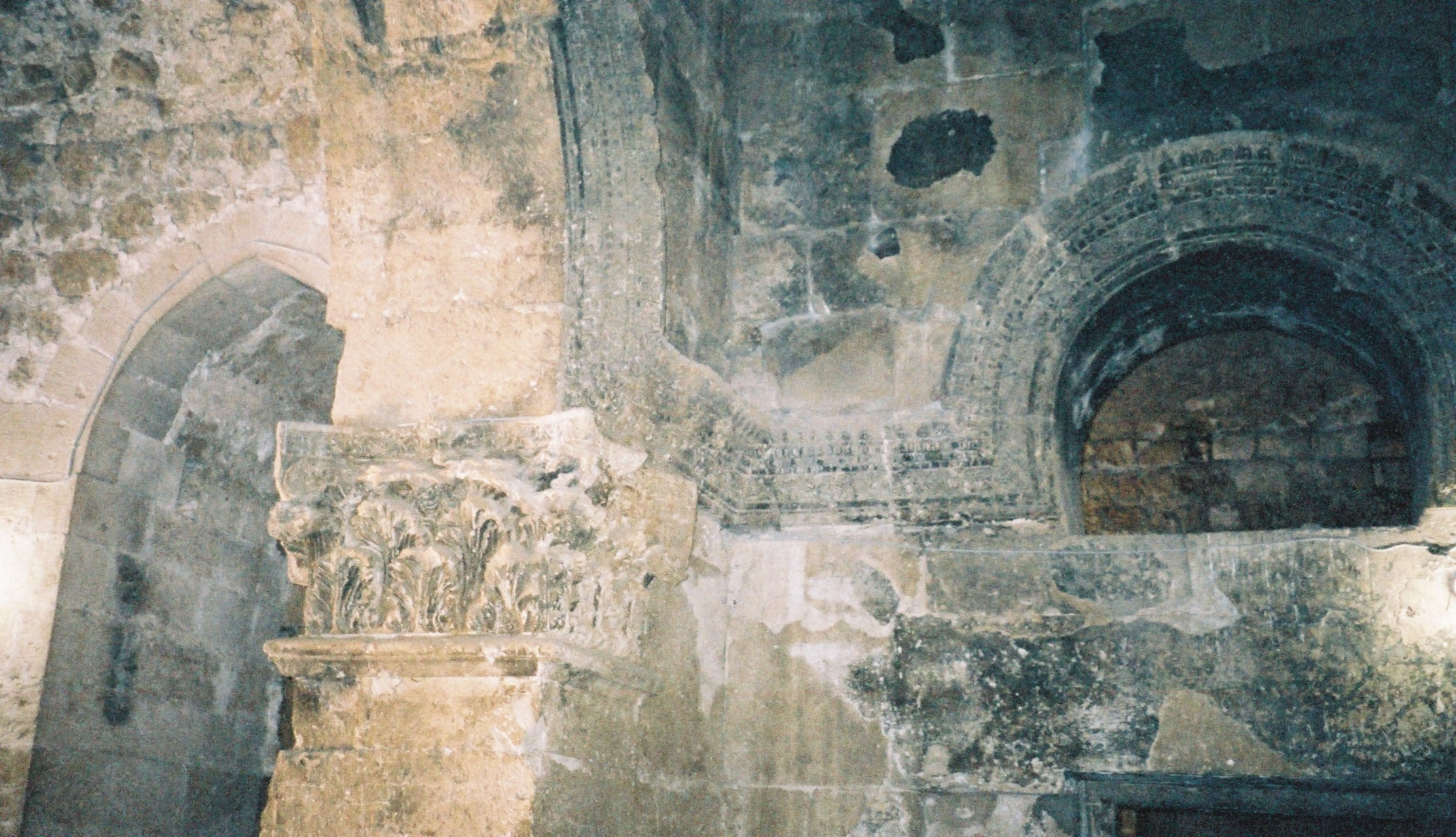
Внутренняя часть церкви святого Иакова в Нисибине.

Нусайби́н (тур. Nusaybin; аккад. Naṣibina; сир. ܢܨܝܒܝܢ, Niṣībīn; араб. نُصَيْبِيْن‎ — Нусайбин; арм. Մծուրն, Մծբին — Мцбин; курд. Nisêbîn) — город на юго-востоке Турции у сирийской границы. Расположен в провинции Мардин южнее автомагистрали Европейского маршрута E90 Лиссабон — Ирак на реке Джаг-Джаг. В городе расположен пограничный переход Нусайбин — Эль-Камышлы.

## История
В античное время назывался Нисибис (др.-греч. Νίσιβις, лат. Nisibis). В Македонской империи назывался также Антиохия (Антиохия Мингидонская, др.-греч. Ἀντιόχεια ἡ Μυγδονική).
В 221 г. до н. э. В Антиохию явился Антиох III Великий, пришел он около зимнего солнцестояния и там остановился с целью переждать наступившую самую суровую пору зимы. Отсюда Антиох в 220 г. до н. э. повёл свою армию на подавление восстания Молона и Александра в Мидии и Персии.
В 298 году здесь заключён выгодный для Рима Нисибинский мир сроком на 40 лет, по которому персы уступили римлянам ряд областей в Верхней Месопотамии и признали римский протекторат над Арменией и Иверией. Граница была установлена по Тигру. Согласно заключенному в 363 году императором Иовианом договору был сдан персам.
В первые века нашей эры Нисибис был значимым христианским центром. Согласно сообщению Созомена известный христианский учитель и поэт Ефрем Сирин происходил из Нисибина или его окрестностей. За исключением последних 10 лет, Ефрем Сирин всю жизнь провёл в Нисибине. Он трижды был свидетелем осады Нисибина персидским шахом Шапуром II (в 337, 350 и 359 годах). Во время осады 350 года Шапур перекрыл реку Мигдоний и затопил таким образом окрестности города. Ефрем Сирин в 1-м мадраше о Нисибине сравнивает город с Ноевым ковчегом во время всемирного потопа. В городе, после закрытия несторианских школ византийским императором Зиноном в 489 году, существовала своя школа богословской мысли (конец V — начало VII века). В III веке в Нисибисе действовала крупная иешива.
Подвиг преподобномученицы Февронии-девы (ок. 284—305).
В начале 940-х годов Нисибис отвоевал византийский император Роман I Лакапин.
2 апреля 2016 года в городе курдскими боевиками были взорваны турецкие военные.
11 октября 2019 года Нусайбин подвергся обстрелу курдских формирований из СДС. В результате атаки 8 мирных жителей погибли и 35 получили ранения.

## Экономика
В окрестностях города открыто несколько месторождений нефти.

## Достопримечательности
- Монастырь Мор Якуп
- Мечеть Зейнель Абидин